# Västanfjärd

Wappen der ehemaligen Gemeinde Västanfjärd

Västanfjärd [ˈvɛstanfjæːrd] ist eine ehemalige Gemeinde im östlichen Teil des Schärenmeers vor der Küste Südwestfinnlands. Sie liegt auf der Insel Kimitoön im östlichen Teil des Schärenmeers vor der Küste der Landschaft Varsinais-Suomi. Anfang 2009 schloss sich Västanfjärd mit den beiden anderen auf der Insel gelegenen Gemeinden Kimito und Dragsfjärd zur neuen Gemeinde Kimitoön (Kemiönsaari) zusammen.
Das Gemeindegebiet von Västanfjärd hatte eine Fläche von 97,10 km² und umfasste den südöstlichen Teil von Kimitoön, der zweitgrößten Insel in den finnischen Ostseegewässern sowie etwa 80 kleinere Schären. Die Gemeinde hatte zuletzt 790 Einwohner, davon 90 % Finnlandschweden. Seit 1993 war die Gemeinde offiziell zweisprachig mit Schwedisch als Mehrheits- und Finnisch als Minderheitssprache. Bis in die 1920er Jahre war Västanfjärd ein wichtiges Zentrum der Segelschifffahrt und hatte zu seinen besten Zeiten bis zu 1.700 Einwohner. Daneben sind Landwirtschaft und Fischerei traditionelle Erwerbszweige. Bis in die 1950er Jahre wurde in Västanfjärd Kalk gefördert.
Die Alte Kirche von Västanfjärd ist ein einfacher Holzbau aus den Jahren 1759–60. Nachdem die alte Kirche zu klein geworden war, wurde 1910–12 die Neue Kirche von Västanfjärd erbaut. Sie ist eine Hallenkirche im Stil der Nationalromantik; als Baumaterial der Außenmauern diente grauer Naturstein. Die Stützen im Inneren sind aus Holz. Die Orgel stammt von Jehmlich Orgelbau Dresden.

## Bilder

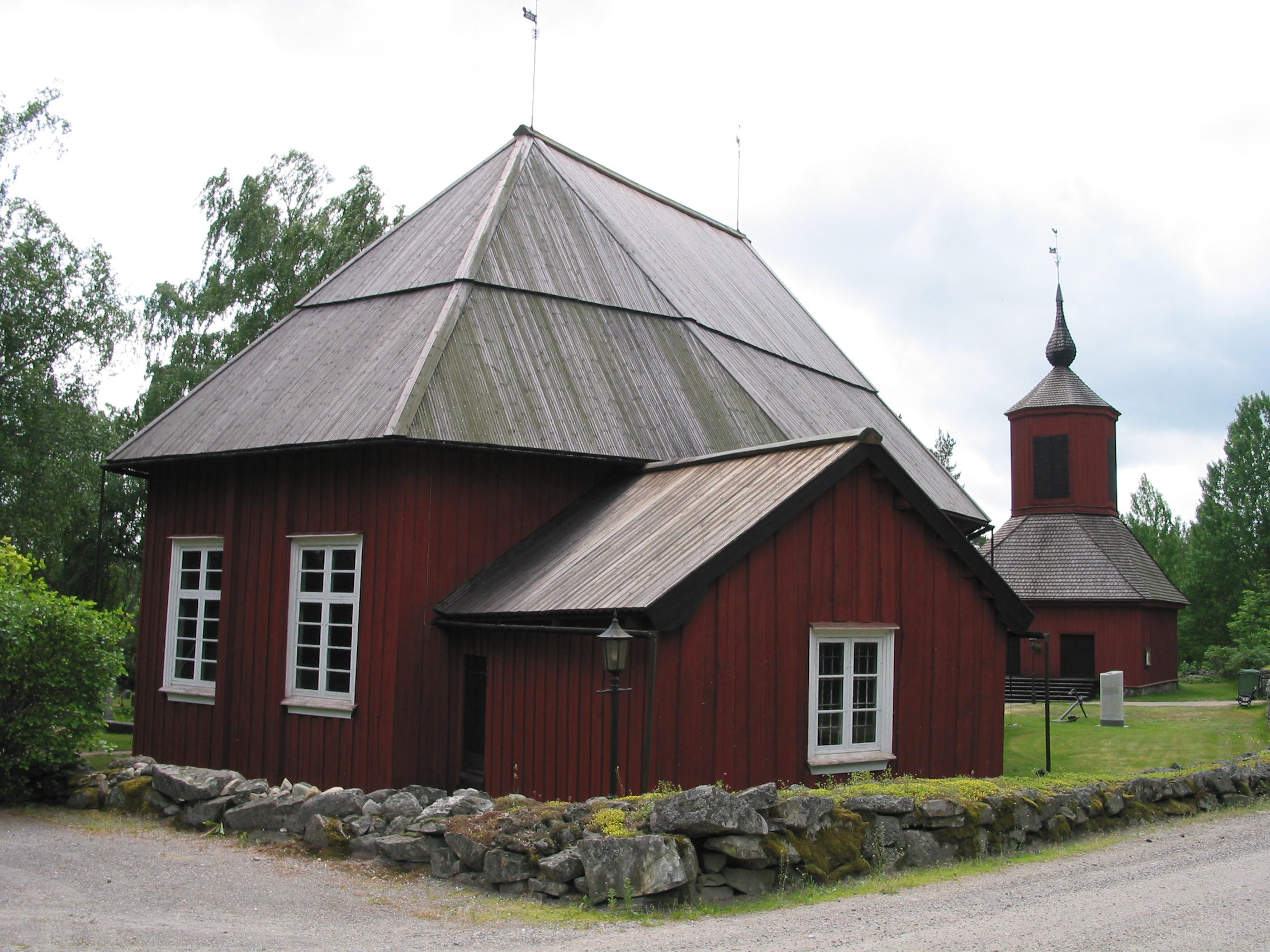
Alte Kirche von Västanfjärd
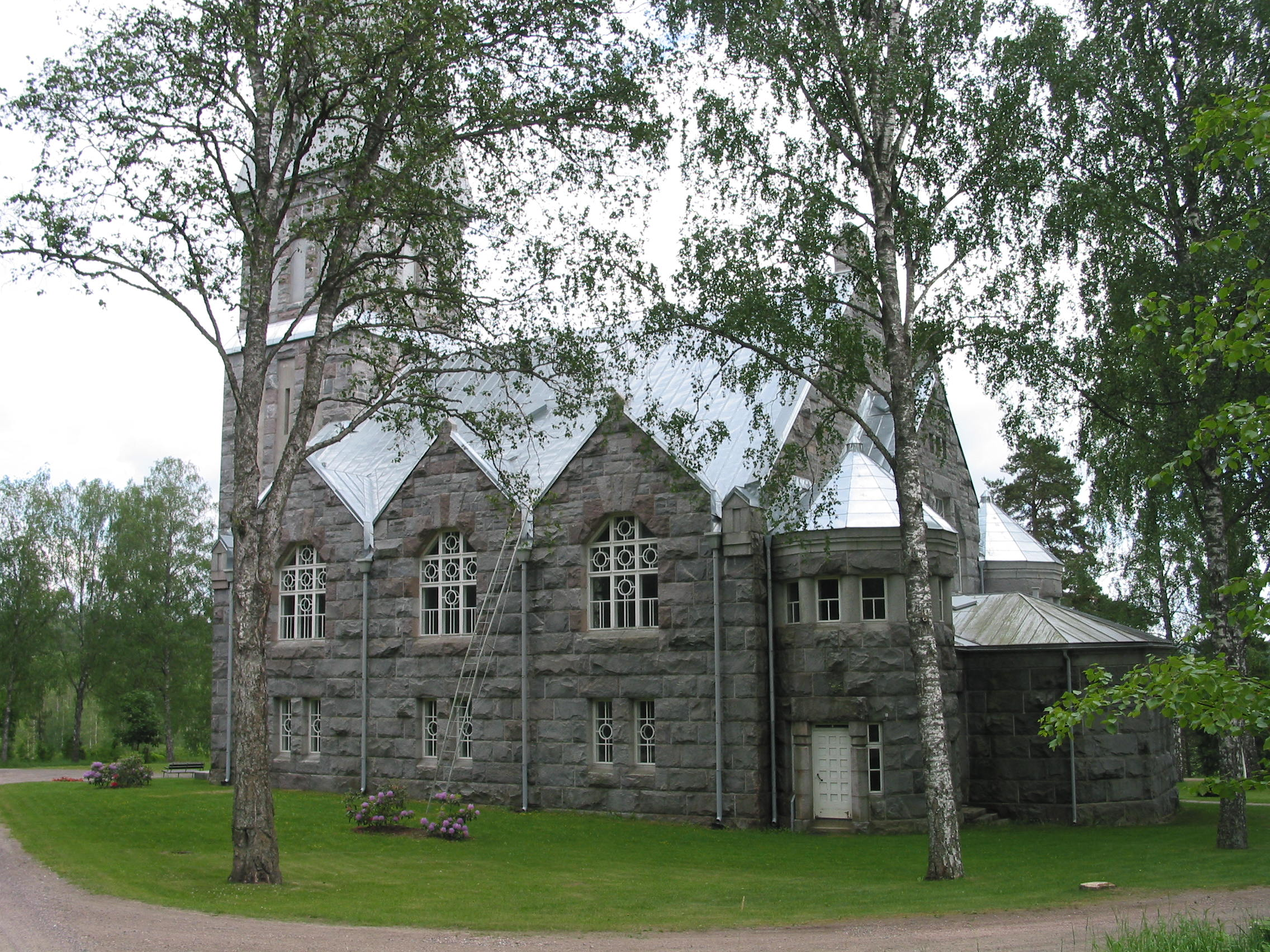
Neue Kirche von Västanfjärd